# Elvertia krusei
Elvertia krusei är en plattmaskart som beskrevs av Noldt U 1989. Elvertia krusei ingår i släktet Elvertia, ordningen Kalyptorhynchia, klassen virvelmaskar, fylumet plattmaskar och riket djur. Inga underarter finns listade i Catalogue of Life.